# Julia Annas
Julia Elizabeth Annas (nascuda el 1946) és una filòsofa britànica que ha estat professora als Estats Units durant l'últim quart de segle xx. És catedràtica universitària (Regents Professor) de Filosofia a la Universitat d'Arizona.

## Biografia
Annas es va graduar a la Universitat d'Oxford el 1968 i doctorà a la Universitat Harvard el 1972. Annas va ser professora del St Hugh's College d'Oxford durant quinze anys abans d'ingressar a la facultat d'Arizona el 1986, on ha impartit des de llavors, a més d'un any com a professora a la Universitat de Colúmbia. Annas estudia l'ètica, la psicologia i l'epistemologia de la filosofia grega antiga. Els seus interessos de recerca actuals s'ocupen de l'ètica platònica. Va ser escollida membre de l'Acadèmia Americana de les Arts i les Ciències el 1992, i membre de la Societat Filosòfica Americana el 2013. És la fundadora i l'ex-editora de la revista anual Oxford Studies in Ancient Philosophy. Annas està casada amb David Owen que també és professor de filosofia a la Universitat d'Arizona.

## Pensament
Julia Annas ha defensat l'ètica basada en el caràcter, a partir de idees atribuïdes al filòsof grec Aristòtil i fent-les rellevants per al discurs moral contemporani. Ha argumentat que ser virtuós implica "un raonament pràctic" que es pot comparar amb "l' exercici d'una habilitat pràctica". Per tant, sosté que, en comptes de relacionar les virtuts amb les regles, els principis o amb un objectiu final, primer cal preguntar-se com millorar les pròpies "habilitats" morals.

## Obres més destacades

### Llibres
- Intelligent Virtue (Oxford, 2011).
- Plato: A Very Short Introduction (Oxford, 2003).
- Ancient Philosophy: A Very Short Introduction (Oxford, 2000).
- Voices of Ancient Philosophy: An Introductory Reader (Oxford, 2000).
- Platonic Ethics, Old and New (Cornell, 1999).
- The Morality of Happiness[1]. (Oxford University Press 1993). ISBN 978-0-19-509652-1. (reimpressió 1995, ISBN 978-0-19-509652-1)
- Hellenistic Philosophy of Mind (California, 1992).
- The Modes of Scepticism (Cambridge, 1985), amb Jonathan Barnes.
- An Introduction to Plato's Republic (Oxford, 1981).

### Traduccions
- Plato, Statesman (Cambridge, 1995), amb Robin Waterfield.
- Sextus Empiricus, Outlines of Scepticism (Cambridge, 1994), amb Jonathan Barnes.
- Aristotle's Metaphysics (Books M and N, Oxford, 1976).

### Articles recents
- "What are Plato’s “Middle” Dialogues in the Middle Of?" (Harvard University Press, 2002)
- "Democritus and Eudaimonism" (Presocratic Philosophy: in Honour of Alex Mourelatos, edited by Victor Caston and Daniel Graham, Ashgate, Aldershot, 2002)
- "Aristotle and Kant on Morality and Practical Reasoning" (Aristotle, Kant & The Stoics,ed. S. Ergstrom and J. Whiting, Cambridge 1996)
- "Virtue and Eudaimonism" (Virtue and Vice, ed. E. Paul, J. Jaul and F. Miller, Cambridge, 1998)
- "Prudence and Morality in Ancient and Modern Ethics" (Ethics, January 1995)
- "Epicurus on Agency" (Passions and Perceptions, Cambridge, 1993)
- "The Good Life and the Good Lives of Others" (The Good Life and the Human Good, Cambridge, 1992)
- "Plato the Sceptic" (Oxford Studies in Ancient Philosophy, Supp. Vol., 1992).
- "Plato's Myths of Judgement" (Phronesis Vol. 27 No. 2, 1982; pp. 119-143).